# Siménfalva község
Siménfalva község (románul: Comuna Șimonești) község Hargita megyében, Romániában. Központja Siménfalva, beosztott falvai Bencéd, Csehétfalva, Kiskadács, Kiskede, Kobátfalva, Medesér, Nagykadács, Nagykede, Rugonfalva, Székelyszentmihály, Székelyszentmiklós, Tarcsafalva, Tordátfalva.

## Népessége
A 2011-es népszámlálás adatai alapján a község népessége 3776 fő volt.